# هاشم علم الدين
هاشم علم الدين (1940  - 29 أبريل 2010)، سياسي لبناني.

## عن حياته
- درس في المدرسة الإنجيلية وكلية التربية والتعليم الإسلامية في طرابلس.[1][2] وحاز على دبلوم في الهندسة الزراعية من «الأكاديمية الزراعية في صوفيا» في بلغاريا[1][2]، كما نال شهادة دكتوراه دولة في الهندسة الزراعية.
- بالفترة من عام 1980 إلى عام 1990 عمل أستاذًا محاضرًا في جامعة وهران في الجزائر.[1][2]
- دخوله إلى السياسة كان بعام 1992 عندما ترشح للانتخابات النيابية عن المقعد السني في منطقة المنية في الشمال، لكنه لم يحقق النجاح[1][2]، و ترشح أيضا بعدها  في الانتخابات النيابية لأعوام   1996-2000-2005 نجح في عام 2005 وذلك للمقعد السني [1][2] في دائرة الشمال الثانية وحقق بها الفوز وأصبح نائبًا في البرلمان اللبناني، كما فاز في الانتخابات النيابية لعام 2009 عندما ترشح عن أحد المقاعد السنية في دائرة المنية - الضنية.

## حياته الأسرية
متزوج من ليديا علم الدين، ولديهما ابنه هي ألانا صوفيا.